# 普雷里鎮區 (密蘇里州佩蒂斯縣)
普雷里鎮區（英語：Prairie Township）是位於美國密蘇里州佩蒂斯縣的一個行政鎮區。

## 地方資料
普雷里鎮區的面積為93.65平方千米，當中陸地面積為93.05平方千米，而水域面積為0.60平方千米。根據2020年美國人口普查的數據，當地共有人口2938人，而人口密度為每平方千米31.37人。